# ブロウ・アップ・ユア・ヴィデオ
『ブロウ・アップ・ユア・ヴィデオ』（Blow Up Your Video）は、AC/DCが1988年に発表したアルバム。

## 収録曲
全曲アンガス・ヤングとマルコム・ヤングの共作。
1. ヒートシーカー - "Heatseeker" - 3:50
2. 炎のロックン・ロール - "That’s the Way I Wanna Rock 'n' Roll" - 3:45
3. ミーンストリーク - "Meanstreak" - 4:08
4. ゴー・ゾーン - "Go Zone" - 4:26
5. キッスィン・ダイナマイト - "Kissin'Dynamite" - 3:58
6. ニック・オブ・タイム - "Nick of Time" - 4:16
7. サム・シン・フォー・ナッシン - "Some Sin for Nuthin" - 4:11
8. ラフ・スタッフ - "Ruff Stuff" - 4:28
9. トゥーズ・アップ - "Two's Up" - 5:19
10. ウォー - "This Means War" - 4:21

## 参加ミュージシャン
- ブライアン・ジョンソン - ボーカル
- アンガス・ヤング - リードギター
- マルコム・ヤング - リズムギター、バッキング・ボーカル
- クリフ・ウィリアムズ - ベース、バッキング・ボーカル
- サイモン・ライト - ドラムス、パーカッション